# Harrtjärnen (Vilhelmina socken, Lappland, vid Marsliden)
Harrtjärnen är en sjö i Vilhelmina kommun i Lappland och ingår i Ångermanälvens huvudavrinningsområde. Sjön har en area på 0,0612 kvadratkilometer och ligger 539 meter över havet.

## Delavrinningsområde
Harrtjärnen ingår i det delavrinningsområde (721371-147628) som SMHI kallar för Inloppet i Västra Marssjön. Medelhöjden är 678 meter över havet och ytan är 12,45 kvadratkilometer. Det finns inga avrinningsområden uppströms utan avrinningsområdet är högsta punkten. Marsån som avvattnar avrinningsområdet har biflödesordning 2, vilket innebär att vattnet flödar genom totalt 2 vattendrag innan det når havet efter 365 kilometer. Avrinningsområdet består mestadels av skog (69 procent) och kalfjäll (24 procent). Avrinningsområdet har 0,06 kvadratkilometer vattenytor vilket ger det en sjöprocent på 0,5 procent.